# Lauren Daigle
Lauren Ashley Daigle (Lafayette, 9 de setembro de 1991) é uma cantora e compositora de música cristã contemporânea americana. Daigle assinou com a gravadora Centricity Music. Seu primeiro álbum completo, How Can It Be, foi lançado em abril de 2015 e alcançou o certificado de platina.
Daigle recebeu o título de Novo Artista do Ano no GMA Dove Awards de 2015, com seu single "How Can It Be" vencendo em Canção do Ano.
No ano seguinte, ela ganhou o Dove Awards como Artista do Ano e Melhor Compositora do Ano, com seu single "Trust in You".  O álbum de Daigle, How Can It Be, foi nomeado para um Prêmio Grammy 2016 de Melhor Álbum Contemporâneo de Música Cristã e seu single "Trust in You" foi nomeado para um Grammy Award de Melhor Performance de Música Contemporânea Cristã / Canção de 2017.